# Alejandro García (escritor)
Alejandro García (n. León, Guanajuato, 21 de abril de 1959) es un escritor, catedrático e investigador mexicano; su obra literaria fue reconocida con el Premio Nacional de Novela José Rubén Romero

## Biografía
Alejandro García nació en León, Guanajuato, el 21 de abril de 1959. Cursó un taller literario en la Casa de la Cultura de San Luis Potosí patrocinado por el Instituto Nacional de Bellas Artes de 1974 a 1977, donde tuvo como maestro al escritor ecuatoriano Miguel Donoso Pareja. Sus primeros cuentos publicados aparecieron en las antologías Esto puede ser verdad (1977) y Declaro sin escrúpulo (1977), editados por la Universidad Nacional Autónoma de México.
Realizó la licenciatura en Letras Españolas en la Universidad de Guanajuato, la maestría en Historia Regional en la Universidad Autónoma de Sinaloa y el doctorado en Lingüística Hispánica en la Universidad Nacional Autónoma de México. Fue maestro en la preparatoria de la Universidad Autónoma de Zacatecas (UAZ) y a partir de 1991 ingresó a la Unidad Académica de Letras de la UAZ, donde es catedrático e investigador.
Ha colaborado con textos y artículos en diferentes medios impresos relacionados con la cultura como: A Que Sí, Crisis, Dosfilos, El Pochitoque Aluzado, El Uso de la Palabra, La Ventana, Letras Potosinas, Nueva Cultura, Revista de la Universidad de México, Tierra Adentro y Tinta Fresca.

## Premios y reconocimientos
- Premio Nacional de Novela José Rubén Romero en 2002 por Cris Cris, Cri, Cri.[1]
- Premio Bellas Artes de Ensayo Literario Malcolm Lowry en 2012 por Luis Mario Schneider y la literatura mexicana.[7]

## Obra
Entre sus obras se encuentran:

### Antología
- Esto puede ser verdad (1977)
- Declaro sin escrúpulo (1977)
- Torito no murió en el incendio de la vecindad (1986)
- Alfonso Reyes. Perspectivas críticas. Ensayos inéditos (2004)
- Línea de sombra: ensayos sobre Sergio Pitol (2008)
- Six de veinte (2016)

### Cuento
- A usted le estoy hablando (1980)
- Perdóneseme la ausencia (1983)
- Resurrecciones (2014)

### Ensayo
- El nido del cuco: escondrijos y vuelos de algunas obras literarias del siglo XX (2006)
- Luis Mario Schneider y la literatura mexicana (2014)

### Novela
- La noche del Coecillo (1993)
- Cris Cris, Cri Cri (2004)
- La fiesta del atún (2006)
- Manual muy mejorado de madrigueras y trampas (2014)